# Tour de Ruanda 2020
La 23.ª edición del Tour de Ruanda fue una carrera de ciclismo en ruta por etapas que se celebró entre el 23 de febrero y el 1 de marzo de 2020 con inicio y final en la ciudad de Kigali en Ruanda. El recorrido constó de un total de 8 etapas sobre una distancia total de 889 km.
La carrera hizo parte del circuito UCI Africa Tour 2020 dentro de la categoría 2.1 y fue ganada por el eritreo Natnael Tesfatsion de la selección nacional de Eritrea. Completaron el podio, como segundo y tercer clasificado respectivamente, el ruandés Moise Mugisha del SKOL Adrien y el suizo Patrick Schelling del Israel Start-Up Nation.

## Equipos participantes
Tomaron la partida un total de 16 equipos, de los cuales uno es de categoría UCI WorldTeam, 4 UCI ProTeam, 8 Continental y 3 selecciones nacionales, quienes conformaron un pelotón de 80 ciclistas de los cuales terminaron 58. Los equipos participantes fueron:
| WorldTeam- Israel Start-Up Nation ProTeams (4)- Total Direct Énergie - Androni Giocattoli-Sidermec - Nippo Delko One Provence - Team Novo Nordisk Equipos continentales (8)- Benediction Ignite XL - SKOL Adrien Niyonshuti Academy - Bike Aid - Groupement Sportif des Pétroliers - Vino-Astana Motors - BAI-Sicasal-Petro de Luanda - ProTouch - Terengganu Inc-TSG Cycling Team Equipos nacionales (3)- Ruanda - Eritrea - Etiopía |
| |

## Etapas
| Etapa     | Fecha     | Recorrido          | type                    | Distancia (km) | Ganador                  | Líder              |
| --------- | --------- | ------------------ | ----------------------- | -------------- | ------------------------ | ------------------ |
| 1.ª etapa | 23 de feb | Kigali – Kigali    | etapa de media montaña  | 114,4          | Yevgueni Fiodorov        | Yevgueni Fiodorov  |
| 2.ª etapa | 24 de feb | Kigali – Butare    | etapa de media montaña  | 120,5          | Mulu Hailemichael        | Yevgueni Fiodorov  |
| 3.ª etapa | 25 de feb | Butare – Rusizi    | etapa de media montaña  | 142            | Jhonatan Restrepo        | Biniam Girmay      |
| 4.ª etapa | 26 de feb | Rusizi – Rubavu    | etapa de montaña        | 206,3          | Natnael Tesfatsion       | Natnael Tesfatsion |
| 5.ª etapa | 27 de feb | Rubavu – Musanze   | etapa de montaña        | 84,7           | Jhonatan Restrepo        | Natnael Tesfatsion |
| 6.ª etapa | 28 de feb | Musanze – Gitarama | etapa de montaña        | 127,3          | Jhonatan Restrepo        | Natnael Tesfatsion |
| 7.ª etapa | 29 de feb | Kigali – Kigali    | contrarreloj individual | 4,5            | Jhonatan Restrepo        | Natnael Tesfatsion |
| 8.ª etapa | 1 de mar  | Kigali – Kigali    | etapa de montaña        | 89,3           | José Manuel Díaz Gallego | Natnael Tesfatsion |

## Desarrollo de la carrera

### 1.ª etapa
| Kigali - Kigali | etapa de media montaña | (114,4 km) |

| \| Clasificación de la etapa \| Clasificación de la etapa \| Clasificación de la etapa \| Clasificación de la etapa \| Clasificación de la etapa \| \| Ciclista \| Ciclista \| Equipo \| Tiempo \| \| \| ------------------------- \| ------------------------- \| ------------------------------- \| ------------------------- \| ------------------------- \| \| 1.º \| Yevgueni Fiodorov \| Vino-Astana Motors \| 2 h 44 min 59 s \| \| \| 2.º \| Henok Mulubrhan \| Eritrea \| + 15 s \| \| \| 3.º \| Biniam Girmay \| Nippo-Delko One Provence \| + 18 s \| \| \| 4.º \| Carlos Quintero \| Terengganu Inc-TSG Cycling Team \| + 20 s \| \| \| 5.º \| Patrick Byukusenge \| Benediction Ignite \| + 21 s \| \| \| 6.º \| Patrick Schelling \| Israel Start-Up Nation \| DES \| \| \| 7.º \| Natnael Tesfatsion \| Eritrea \| + 26 s \| \| \| 8.º \| Joseph Areruya \| Ruanda \| + 26 s \| \| \| 9.º \| Kent Main \| ProTouch \| + 29 s \| \| \| 10.º \| Daniel Muñoz \| Androni Giocattoli-Sidermec \| + 29 s \| \| |                    |                                 |                 |
| |                    |                                 |                 |
| Fuente: ProCyclingStats |                    |                                 |                 |
| Clasificación de la etapa |                    |                                 |                 |
| Ciclista | Ciclista           | Equipo                          | Tiempo          |
| 1.º | Yevgueni Fiodorov  | Vino-Astana Motors              | 2 h 44 min 59 s |
| 2.º | Henok Mulubrhan    | Eritrea                         | + 15 s          |
| 3.º | Biniam Girmay      | Nippo-Delko One Provence        | + 18 s          |
| 4.º | Carlos Quintero    | Terengganu Inc-TSG Cycling Team | + 20 s          |
| 5.º | Patrick Byukusenge | Benediction Ignite              | + 21 s          |
| 6.º | Patrick Schelling  | Israel Start-Up Nation          | DES             |
| 7.º | Natnael Tesfatsion | Eritrea                         | + 26 s          |
| 8.º | Joseph Areruya     | Ruanda                          | + 26 s          |
| 9.º | Kent Main          | ProTouch                        | + 29 s          |
| 10.º | Daniel Muñoz       | Androni Giocattoli-Sidermec     | + 29 s          |

| \| Clasificación general \| Clasificación general \| Clasificación general \| Clasificación general \| Clasificación general \| \| Ciclista \| Ciclista \| Equipo \| Tiempo \| \| \| --------------------- \| --------------------- \| ------------------------------- \| --------------------- \| --------------------- \| \| 1.º \| Yevgueni Fiodorov \| Vino-Astana Motors \| 2 h 44 min 59 s \| \| \| 2.º \| Henok Mulubrhan \| NTT Continental Cycling Team \| + 15 s \| \| \| 3.º \| Biniam Girmay \| Nippo-Delko One Provence \| + 18 s \| \| \| 4.º \| Carlos Quintero \| Terengganu Inc-TSG Cycling Team \| + 20 s \| \| \| 5.º \| Patrick Byukusenge \| Benediction Ignite \| + 21 s \| \| \| 6.º \| Patrick Schelling \| Israel Start-Up Nation \| DES \| \| \| 7.º \| Natnael Tesfatsion \| NTT Continental Cycling Team \| + 26 s \| \| \| 8.º \| Joseph Areruya \| \| + 26 s \| \| \| 9.º \| Kent Main \| ProTouch \| + 29 s \| \| \| 10.º \| Daniel Muñoz \| Androni Giocattoli-Sidermec \| + 29 s \| \| |                    |                                 |                 |
| |                    |                                 |                 |
| Fuente: ProCyclingStats |                    |                                 |                 |
| Clasificación general |                    |                                 |                 |
| Ciclista | Ciclista           | Equipo                          | Tiempo          |
| 1.º | Yevgueni Fiodorov  | Vino-Astana Motors              | 2 h 44 min 59 s |
| 2.º | Henok Mulubrhan    | NTT Continental Cycling Team    | + 15 s          |
| 3.º | Biniam Girmay      | Nippo-Delko One Provence        | + 18 s          |
| 4.º | Carlos Quintero    | Terengganu Inc-TSG Cycling Team | + 20 s          |
| 5.º | Patrick Byukusenge | Benediction Ignite              | + 21 s          |
| 6.º | Patrick Schelling  | Israel Start-Up Nation          | DES             |
| 7.º | Natnael Tesfatsion | NTT Continental Cycling Team    | + 26 s          |
| 8.º | Joseph Areruya     |                                 | + 26 s          |
| 9.º | Kent Main          | ProTouch                        | + 29 s          |
| 10.º | Daniel Muñoz       | Androni Giocattoli-Sidermec     | + 29 s          |

### 2.ª etapa
| Kigali - Butare | etapa de media montaña | (120,5 km) |

| \| Clasificación de la etapa \| Clasificación de la etapa \| Clasificación de la etapa \| Clasificación de la etapa \| Clasificación de la etapa \| \| Ciclista \| Ciclista \| Equipo \| Tiempo \| \| \| ------------------------- \| ------------------------- \| ------------------------------- \| ------------------------- \| ------------------------- \| \| 1.º \| Mulu Hailemichael \| Nippo-Delko One Provence \| 3 h 03 min 21 s \| \| \| 2.º \| Jhonatan Restrepo \| Androni Giocattoli-Sidermec \| + 0 s \| \| \| 3.º \| Biniam Girmay \| Nippo-Delko One Provence \| + 0 s \| \| \| 4.º \| Didier Munyaneza \| Benediction Ignite \| + 0 s \| \| \| 5.º \| Sirak Tesfom \| Eritrea \| + 0 s \| \| \| 6.º \| Mekseb Debesay \| Bike Aid \| + 0 s \| \| \| 7.º \| Natnael Tesfatsion \| Eritrea \| + 0 s \| \| \| 8.º \| Romain Cardis \| Total Direct Énergie \| + 0 s \| \| \| 9.º \| Joseph Areruya \| Ruanda \| + 0 s \| \| \| 10.º \| Metkel Eyob \| Terengganu Inc-TSG Cycling Team \| + 0 s \| \| |                    |                                 |                 |
| |                    |                                 |                 |
| Fuente: ProCyclingStats |                    |                                 |                 |
| Clasificación de la etapa |                    |                                 |                 |
| Ciclista | Ciclista           | Equipo                          | Tiempo          |
| 1.º | Mulu Hailemichael  | Nippo-Delko One Provence        | 3 h 03 min 21 s |
| 2.º | Jhonatan Restrepo  | Androni Giocattoli-Sidermec     | + 0 s           |
| 3.º | Biniam Girmay      | Nippo-Delko One Provence        | + 0 s           |
| 4.º | Didier Munyaneza   | Benediction Ignite              | + 0 s           |
| 5.º | Sirak Tesfom       | Eritrea                         | + 0 s           |
| 6.º | Mekseb Debesay     | Bike Aid                        | + 0 s           |
| 7.º | Natnael Tesfatsion | Eritrea                         | + 0 s           |
| 8.º | Romain Cardis      | Total Direct Énergie            | + 0 s           |
| 9.º | Joseph Areruya     | Ruanda                          | + 0 s           |
| 10.º | Metkel Eyob        | Terengganu Inc-TSG Cycling Team | + 0 s           |

| \| Clasificación general \| Clasificación general \| Clasificación general \| Clasificación general \| Clasificación general \| \| Ciclista \| Ciclista \| Equipo \| Tiempo \| \| \| --------------------- \| --------------------- \| ------------------------------- \| --------------------- \| --------------------- \| \| 1.º \| Yevgueni Fiodorov \| Vino-Astana Motors \| 5 h 48 min 20 s \| \| \| 2.º \| Henok Mulubrhan \| Eritrea \| + 15 s \| \| \| 3.º \| Biniam Girmay \| Nippo-Delko One Provence \| + 18 s \| \| \| 4.º \| Carlos Quintero \| Terengganu Inc-TSG Cycling Team \| + 20 s \| \| \| 5.º \| Patrick Byukusenge \| Benediction Ignite \| + 21 s \| \| \| 6.º \| Natnael Tesfatsion \| Eritrea \| + 26 s \| \| \| 7.º \| Joseph Areruya \| Ruanda \| + 26 s \| \| \| 8.º \| Patrick Schelling \| Israel Start-Up Nation \| DES \| \| \| 9.º \| Mulu Hailemichael \| Nippo-Delko One Provence \| + 29 s \| \| \| 10.º \| Mekseb Debesay \| Bike Aid \| + 29 s \| \| |                    |                                 |                 |
| |                    |                                 |                 |
| Fuente: ProCyclingStats |                    |                                 |                 |
| Clasificación general |                    |                                 |                 |
| Ciclista | Ciclista           | Equipo                          | Tiempo          |
| 1.º | Yevgueni Fiodorov  | Vino-Astana Motors              | 5 h 48 min 20 s |
| 2.º | Henok Mulubrhan    | Eritrea                         | + 15 s          |
| 3.º | Biniam Girmay      | Nippo-Delko One Provence        | + 18 s          |
| 4.º | Carlos Quintero    | Terengganu Inc-TSG Cycling Team | + 20 s          |
| 5.º | Patrick Byukusenge | Benediction Ignite              | + 21 s          |
| 6.º | Natnael Tesfatsion | Eritrea                         | + 26 s          |
| 7.º | Joseph Areruya     | Ruanda                          | + 26 s          |
| 8.º | Patrick Schelling  | Israel Start-Up Nation          | DES             |
| 9.º | Mulu Hailemichael  | Nippo-Delko One Provence        | + 29 s          |
| 10.º | Mekseb Debesay     | Bike Aid                        | + 29 s          |

### 3.ª etapa
| Butare - Rusizi | etapa de media montaña | (142 km) |

| \| Clasificación de la etapa \| Clasificación de la etapa \| Clasificación de la etapa \| Clasificación de la etapa \| Clasificación de la etapa \| \| Ciclista \| Ciclista \| Equipo \| Tiempo \| \| \| ------------------------- \| --------------------------- \| ------------------------------- \| ------------------------- \| ------------------------- \| \| 1.º \| Jhonatan Restrepo \| Androni Giocattoli-Sidermec \| 3 h 47 min 39 s \| \| \| 2.º \| Biniam Girmay \| Nippo-Delko One Provence \| + 1 s \| \| \| 3.º \| Henok Mulubrhan \| Eritrea \| + 9 s \| \| \| 4.º \| Natnael Tesfatsion \| Eritrea \| + 11 s \| \| \| 5.º \| José Manuel Díaz Gallego \| Nippo-Delko One Provence \| + 11 s \| \| \| 6.º \| Patrick Schelling \| Israel Start-Up Nation \| DES \| \| \| 7.º \| Carlos Quintero \| Terengganu Inc-TSG Cycling Team \| + 11 s \| \| \| 8.º \| Daniel Muñoz \| Androni Giocattoli-Sidermec \| + 20 s \| \| \| 9.º \| Awet Gebremedhin Andemeskel \| Israel Start-Up Nation \| + 28 s \| \| \| 10.º \| Dawit Yemane \| Eritrea \| + 51 s \| \| |                             |                                 |                 |
| |                             |                                 |                 |
| Fuente: ProCyclingStats |                             |                                 |                 |
| Clasificación de la etapa |                             |                                 |                 |
| Ciclista | Ciclista                    | Equipo                          | Tiempo          |
| 1.º | Jhonatan Restrepo           | Androni Giocattoli-Sidermec     | 3 h 47 min 39 s |
| 2.º | Biniam Girmay               | Nippo-Delko One Provence        | + 1 s           |
| 3.º | Henok Mulubrhan             | Eritrea                         | + 9 s           |
| 4.º | Natnael Tesfatsion          | Eritrea                         | + 11 s          |
| 5.º | José Manuel Díaz Gallego    | Nippo-Delko One Provence        | + 11 s          |
| 6.º | Patrick Schelling           | Israel Start-Up Nation          | DES             |
| 7.º | Carlos Quintero             | Terengganu Inc-TSG Cycling Team | + 11 s          |
| 8.º | Daniel Muñoz                | Androni Giocattoli-Sidermec     | + 20 s          |
| 9.º | Awet Gebremedhin Andemeskel | Israel Start-Up Nation          | + 28 s          |
| 10.º | Dawit Yemane                | Eritrea                         | + 51 s          |

| \| Clasificación general \| Clasificación general \| Clasificación general \| Clasificación general \| Clasificación general \| \| Ciclista \| Ciclista \| Equipo \| Tiempo \| \| \| --------------------- \| --------------------------- \| ------------------------------- \| --------------------- \| --------------------- \| \| 1.º \| Biniam Girmay \| Nippo-Delko One Provence \| 9 h 36 min 18 s \| \| \| 2.º \| Henok Mulubrhan \| Eritrea \| + 5 s \| \| \| 3.º \| Carlos Quintero \| Terengganu Inc-TSG Cycling Team \| + 12 s \| \| \| 4.º \| Natnael Tesfatsion \| Eritrea \| + 18 s \| \| \| 5.º \| Patrick Schelling \| Israel Start-Up Nation \| DES \| \| \| 6.º \| Daniel Muñoz \| Androni Giocattoli-Sidermec \| + 30 s \| \| \| 7.º \| Awet Gebremedhin Andemeskel \| Israel Start-Up Nation \| + 38 s \| \| \| 8.º \| José Manuel Díaz Gallego \| Nippo-Delko One Provence \| + 38 s \| \| \| 9.º \| Jhonatan Restrepo \| Androni Giocattoli-Sidermec \| + 53 s \| \| \| 10.º \| Dawit Yemane \| Eritrea \| + 1 min 01 s \| \| |                             |                                 |                 |
| |                             |                                 |                 |
| Fuente: ProCyclingStats |                             |                                 |                 |
| Clasificación general |                             |                                 |                 |
| Ciclista | Ciclista                    | Equipo                          | Tiempo          |
| 1.º | Biniam Girmay               | Nippo-Delko One Provence        | 9 h 36 min 18 s |
| 2.º | Henok Mulubrhan             | Eritrea                         | + 5 s           |
| 3.º | Carlos Quintero             | Terengganu Inc-TSG Cycling Team | + 12 s          |
| 4.º | Natnael Tesfatsion          | Eritrea                         | + 18 s          |
| 5.º | Patrick Schelling           | Israel Start-Up Nation          | DES             |
| 6.º | Daniel Muñoz                | Androni Giocattoli-Sidermec     | + 30 s          |
| 7.º | Awet Gebremedhin Andemeskel | Israel Start-Up Nation          | + 38 s          |
| 8.º | José Manuel Díaz Gallego    | Nippo-Delko One Provence        | + 38 s          |
| 9.º | Jhonatan Restrepo           | Androni Giocattoli-Sidermec     | + 53 s          |
| 10.º | Dawit Yemane                | Eritrea                         | + 1 min 01 s    |

### 4.ª etapa
| Rusizi - Rubavu | etapa de montaña | (206,3 km) |

| \| Clasificación de la etapa \| Clasificación de la etapa \| Clasificación de la etapa \| Clasificación de la etapa \| Clasificación de la etapa \| \| Ciclista \| Ciclista \| Equipo \| Tiempo \| \| \| ------------------------- \| ------------------------- \| --------------------------- \| ------------------------- \| ------------------------- \| \| 1.º \| Natnael Tesfatsion \| Eritrea \| 5 h 34 min 46 s \| \| \| 2.º \| Kent Main \| ProTouch \| + 1 s \| \| \| 3.º \| Moïse Mugisha \| SKOL Adrien Cycling Academy \| + 8 s \| \| \| 4.º \| Hendrik Kruger \| ProTouch \| + 2 min 24 s \| \| \| 5.º \| Grigoriy Shtein \| Vino-Astana Motors \| + 2 min 24 s \| \| \| 6.º \| Simone Ravanelli \| Androni Giocattoli-Sidermec \| + 2 min 24 s \| \| \| 7.º \| Eric Manizabayo \| Benediction Ignite \| + 2 min 24 s \| \| \| 8.º \| Joseph Areruya \| Ruanda \| + 2 min 26 s \| \| \| 9.º \| Temesgen Buru \| Etiopía \| + 2 min 29 s \| \| \| 10.º \| Davide Gabburo \| Androni Giocattoli-Sidermec \| + 4 min 56 s \| \| |                    |                             |                 |
| |                    |                             |                 |
| Fuente: ProCyclingStats |                    |                             |                 |
| Clasificación de la etapa |                    |                             |                 |
| Ciclista | Ciclista           | Equipo                      | Tiempo          |
| 1.º | Natnael Tesfatsion | Eritrea                     | 5 h 34 min 46 s |
| 2.º | Kent Main          | ProTouch                    | + 1 s           |
| 3.º | Moïse Mugisha      | SKOL Adrien Cycling Academy | + 8 s           |
| 4.º | Hendrik Kruger     | ProTouch                    | + 2 min 24 s    |
| 5.º | Grigoriy Shtein    | Vino-Astana Motors          | + 2 min 24 s    |
| 6.º | Simone Ravanelli   | Androni Giocattoli-Sidermec | + 2 min 24 s    |
| 7.º | Eric Manizabayo    | Benediction Ignite          | + 2 min 24 s    |
| 8.º | Joseph Areruya     | Ruanda                      | + 2 min 26 s    |
| 9.º | Temesgen Buru      | Etiopía                     | + 2 min 29 s    |
| 10.º | Davide Gabburo     | Androni Giocattoli-Sidermec | + 4 min 56 s    |

| \| Clasificación general \| Clasificación general \| Clasificación general \| Clasificación general \| Clasificación general \| \| Ciclista \| Ciclista \| Equipo \| Tiempo \| \| \| --------------------- \| --------------------- \| ------------------------------- \| --------------------- \| --------------------- \| \| 1.º \| Natnael Tesfatsion \| Eritrea \| 15 h 11 min 22 s \| \| \| 2.º \| Moïse Mugisha \| SKOL Adrien Cycling Academy \| + 2 min 11 s \| \| \| 3.º \| Kent Main \| ProTouch \| + 3 min 15 s \| \| \| 4.º \| Simone Ravanelli \| Androni Giocattoli-Sidermec \| + 3 min 44 s \| \| \| 5.º \| Joseph Areruya \| Ruanda \| + 3 min 46 s \| \| \| 6.º \| Biniam Girmay \| Nippo-Delko One Provence \| + 4 min 41 s \| \| \| 7.º \| Henok Mulubrhan \| Eritrea \| + 4 min 46 s \| \| \| 8.º \| Carlos Quintero \| Terengganu Inc-TSG Cycling Team \| + 4 min 53 s \| \| \| 9.º \| Patrick Schelling \| Israel Start-Up Nation \| DES \| \| \| 10.º \| Daniel Muñoz \| Androni Giocattoli-Sidermec \| + 5 min 11 s \| \| |                    |                                 |                  |
| |                    |                                 |                  |
| Fuente: ProCyclingStats |                    |                                 |                  |
| Clasificación general |                    |                                 |                  |
| Ciclista | Ciclista           | Equipo                          | Tiempo           |
| 1.º | Natnael Tesfatsion | Eritrea                         | 15 h 11 min 22 s |
| 2.º | Moïse Mugisha      | SKOL Adrien Cycling Academy     | + 2 min 11 s     |
| 3.º | Kent Main          | ProTouch                        | + 3 min 15 s     |
| 4.º | Simone Ravanelli   | Androni Giocattoli-Sidermec     | + 3 min 44 s     |
| 5.º | Joseph Areruya     | Ruanda                          | + 3 min 46 s     |
| 6.º | Biniam Girmay      | Nippo-Delko One Provence        | + 4 min 41 s     |
| 7.º | Henok Mulubrhan    | Eritrea                         | + 4 min 46 s     |
| 8.º | Carlos Quintero    | Terengganu Inc-TSG Cycling Team | + 4 min 53 s     |
| 9.º | Patrick Schelling  | Israel Start-Up Nation          | DES              |
| 10.º | Daniel Muñoz       | Androni Giocattoli-Sidermec     | + 5 min 11 s     |

### 5.ª etapa
| Rubavu - Musanze | etapa de montaña | (84,7 km) |

| \| Clasificación de la etapa \| Clasificación de la etapa \| Clasificación de la etapa \| Clasificación de la etapa \| Clasificación de la etapa \| \| Ciclista \| Ciclista \| Equipo \| Tiempo \| \| \| ------------------------- \| --------------------------- \| --------------------------- \| ------------------------- \| ------------------------- \| \| 1.º \| Jhonatan Restrepo \| Androni Giocattoli-Sidermec \| 2 h 08 min 19 s \| \| \| 2.º \| Romain Cardis \| Total Direct Énergie \| + 0 s \| \| \| 3.º \| Natnael Tesfatsion \| Eritrea \| + 0 s \| \| \| 4.º \| Henok Mulubrhan \| Eritrea \| + 0 s \| \| \| 5.º \| Pim Ligthart \| Total Direct Énergie \| + 0 s \| \| \| 6.º \| Biniam Girmay \| Nippo-Delko One Provence \| + 0 s \| \| \| 7.º \| Nikodemus Holler \| Bike Aid \| + 0 s \| \| \| 8.º \| Awet Gebremedhin Andemeskel \| Israel Start-Up Nation \| + 0 s \| \| \| 9.º \| Patrick Schelling \| Israel Start-Up Nation \| DES \| \| \| 10.º \| Mekseb Debesay \| Bike Aid \| + 0 s \| \| |                             |                             |                 |
| |                             |                             |                 |
| Fuente: ProCyclingStats |                             |                             |                 |
| Clasificación de la etapa |                             |                             |                 |
| Ciclista | Ciclista                    | Equipo                      | Tiempo          |
| 1.º | Jhonatan Restrepo           | Androni Giocattoli-Sidermec | 2 h 08 min 19 s |
| 2.º | Romain Cardis               | Total Direct Énergie        | + 0 s           |
| 3.º | Natnael Tesfatsion          | Eritrea                     | + 0 s           |
| 4.º | Henok Mulubrhan             | Eritrea                     | + 0 s           |
| 5.º | Pim Ligthart                | Total Direct Énergie        | + 0 s           |
| 6.º | Biniam Girmay               | Nippo-Delko One Provence    | + 0 s           |
| 7.º | Nikodemus Holler            | Bike Aid                    | + 0 s           |
| 8.º | Awet Gebremedhin Andemeskel | Israel Start-Up Nation      | + 0 s           |
| 9.º | Patrick Schelling           | Israel Start-Up Nation      | DES             |
| 10.º | Mekseb Debesay              | Bike Aid                    | + 0 s           |

| \| Clasificación general \| Clasificación general \| Clasificación general \| Clasificación general \| Clasificación general \| \| Ciclista \| Ciclista \| Equipo \| Tiempo \| \| \| --------------------- \| --------------------- \| ------------------------------- \| --------------------- \| --------------------- \| \| 1.º \| Natnael Tesfatsion \| Eritrea \| 17 h 19 min 41 s \| \| \| 2.º \| Moïse Mugisha \| SKOL Adrien Cycling Academy \| + 2 min 11 s \| \| \| 3.º \| Kent Main \| ProTouch \| + 3 min 22 s \| \| \| 4.º \| Simone Ravanelli \| Androni Giocattoli-Sidermec \| + 3 min 51 s \| \| \| 5.º \| Joseph Areruya \| Ruanda \| + 3 min 53 s \| \| \| 6.º \| Biniam Girmay \| Nippo-Delko One Provence \| + 4 min 41 s \| \| \| 7.º \| Henok Mulubrhan \| Eritrea \| + 4 min 46 s \| \| \| 8.º \| Carlos Quintero \| Terengganu Inc-TSG Cycling Team \| + 4 min 53 s \| \| \| 9.º \| Patrick Schelling \| Israel Start-Up Nation \| DES \| \| \| 10.º \| Daniel Muñoz \| Androni Giocattoli-Sidermec \| + 5 min 18 s \| \| |                    |                                 |                  |
| |                    |                                 |                  |
| Fuente: ProCyclingStats |                    |                                 |                  |
| Clasificación general |                    |                                 |                  |
| Ciclista | Ciclista           | Equipo                          | Tiempo           |
| 1.º | Natnael Tesfatsion | Eritrea                         | 17 h 19 min 41 s |
| 2.º | Moïse Mugisha      | SKOL Adrien Cycling Academy     | + 2 min 11 s     |
| 3.º | Kent Main          | ProTouch                        | + 3 min 22 s     |
| 4.º | Simone Ravanelli   | Androni Giocattoli-Sidermec     | + 3 min 51 s     |
| 5.º | Joseph Areruya     | Ruanda                          | + 3 min 53 s     |
| 6.º | Biniam Girmay      | Nippo-Delko One Provence        | + 4 min 41 s     |
| 7.º | Henok Mulubrhan    | Eritrea                         | + 4 min 46 s     |
| 8.º | Carlos Quintero    | Terengganu Inc-TSG Cycling Team | + 4 min 53 s     |
| 9.º | Patrick Schelling  | Israel Start-Up Nation          | DES              |
| 10.º | Daniel Muñoz       | Androni Giocattoli-Sidermec     | + 5 min 18 s     |

### 6.ª etapa
| Musanze - Gitarama | etapa de montaña | (127,3 km) |

| \| Clasificación de la etapa \| Clasificación de la etapa \| Clasificación de la etapa \| Clasificación de la etapa \| Clasificación de la etapa \| \| Ciclista \| Ciclista \| Equipo \| Tiempo \| \| \| ------------------------- \| --------------------------- \| ------------------------------- \| ------------------------- \| ------------------------- \| \| 1.º \| Jhonatan Restrepo \| Androni Giocattoli-Sidermec \| 3 h 09 min 32 s \| \| \| 2.º \| Patrick Schelling \| Israel Start-Up Nation \| DES \| \| \| 3.º \| Carlos Quintero \| Terengganu Inc-TSG Cycling Team \| + 0 s \| \| \| 4.º \| José Manuel Díaz Gallego \| Nippo-Delko One Provence \| + 1 min 27 s \| \| \| 5.º \| Awet Gebremedhin Andemeskel \| Israel Start-Up Nation \| + 1 min 27 s \| \| \| 6.º \| Simone Ravanelli \| Androni Giocattoli-Sidermec \| + 1 min 27 s \| \| \| 7.º \| Mulu Hailemichael \| Nippo-Delko One Provence \| + 1 min 27 s \| \| \| 8.º \| Moïse Mugisha \| SKOL Adrien Cycling Academy \| + 1 min 43 s \| \| \| 9.º \| Kent Main \| ProTouch \| + 1 min 45 s \| \| \| 10.º \| Grigoriy Shtein \| Vino-Astana Motors \| + 2 min 35 s \| \| |                             |                                 |                 |
| |                             |                                 |                 |
| Fuente: ProCyclingStats |                             |                                 |                 |
| Clasificación de la etapa |                             |                                 |                 |
| Ciclista | Ciclista                    | Equipo                          | Tiempo          |
| 1.º | Jhonatan Restrepo           | Androni Giocattoli-Sidermec     | 3 h 09 min 32 s |
| 2.º | Patrick Schelling           | Israel Start-Up Nation          | DES             |
| 3.º | Carlos Quintero             | Terengganu Inc-TSG Cycling Team | + 0 s           |
| 4.º | José Manuel Díaz Gallego    | Nippo-Delko One Provence        | + 1 min 27 s    |
| 5.º | Awet Gebremedhin Andemeskel | Israel Start-Up Nation          | + 1 min 27 s    |
| 6.º | Simone Ravanelli            | Androni Giocattoli-Sidermec     | + 1 min 27 s    |
| 7.º | Mulu Hailemichael           | Nippo-Delko One Provence        | + 1 min 27 s    |
| 8.º | Moïse Mugisha               | SKOL Adrien Cycling Academy     | + 1 min 43 s    |
| 9.º | Kent Main                   | ProTouch                        | + 1 min 45 s    |
| 10.º | Grigoriy Shtein             | Vino-Astana Motors              | + 2 min 35 s    |

| \| Clasificación general \| Clasificación general \| Clasificación general \| Clasificación general \| Clasificación general \| \| Ciclista \| Ciclista \| Equipo \| Tiempo \| \| \| --------------------- \| --------------------------- \| ------------------------------- \| --------------------- \| --------------------- \| \| 1.º \| Natnael Tesfatsion \| Eritrea \| 20 h 31 min 59 s \| \| \| 2.º \| Moïse Mugisha \| SKOL Adrien Cycling Academy \| + 1 min 08 s \| \| \| 3.º \| Carlos Quintero \| Terengganu Inc-TSG Cycling Team \| + 2 min 07 s \| \| \| 4.º \| Patrick Schelling \| Israel Start-Up Nation \| DES \| \| \| 5.º \| Kent Main \| ProTouch \| + 2 min 21 s \| \| \| 6.º \| Simone Ravanelli \| Androni Giocattoli-Sidermec \| + 2 min 32 s \| \| \| 7.º \| Jhonatan Restrepo \| Androni Giocattoli-Sidermec \| + 2 min 48 s \| \| \| 8.º \| Joseph Areruya \| Ruanda \| + 3 min 52 s \| \| \| 9.º \| Awet Gebremedhin Andemeskel \| Israel Start-Up Nation \| + 4 min 04 s \| \| \| 10.º \| Mulu Hailemichael \| Nippo-Delko One Provence \| + 4 min 26 s \| \| |                             |                                 |                  |
| |                             |                                 |                  |
| Fuente: ProCyclingStats |                             |                                 |                  |
| Clasificación general |                             |                                 |                  |
| Ciclista | Ciclista                    | Equipo                          | Tiempo           |
| 1.º | Natnael Tesfatsion          | Eritrea                         | 20 h 31 min 59 s |
| 2.º | Moïse Mugisha               | SKOL Adrien Cycling Academy     | + 1 min 08 s     |
| 3.º | Carlos Quintero             | Terengganu Inc-TSG Cycling Team | + 2 min 07 s     |
| 4.º | Patrick Schelling           | Israel Start-Up Nation          | DES              |
| 5.º | Kent Main                   | ProTouch                        | + 2 min 21 s     |
| 6.º | Simone Ravanelli            | Androni Giocattoli-Sidermec     | + 2 min 32 s     |
| 7.º | Jhonatan Restrepo           | Androni Giocattoli-Sidermec     | + 2 min 48 s     |
| 8.º | Joseph Areruya              | Ruanda                          | + 3 min 52 s     |
| 9.º | Awet Gebremedhin Andemeskel | Israel Start-Up Nation          | + 4 min 04 s     |
| 10.º | Mulu Hailemichael           | Nippo-Delko One Provence        | + 4 min 26 s     |

### 7.ª etapa
| Kigali - Kigali | contrarreloj individual | (4,5 km) |

| \| Clasificación de la etapa \| Clasificación de la etapa \| Clasificación de la etapa \| Clasificación de la etapa \| Clasificación de la etapa \| \| Ciclista \| Ciclista \| Equipo \| Tiempo \| \| \| ------------------------- \| ------------------------- \| ------------------------------- \| ------------------------- \| ------------------------- \| \| 1.º \| Jhonatan Restrepo \| Androni Giocattoli-Sidermec \| 6 min 32 s \| \| \| 2.º \| Biniam Girmay \| Nippo-Delko One Provence \| + 2 s \| \| \| 3.º \| Patrick Schelling \| Israel Start-Up Nation \| DES \| \| \| 4.º \| Kent Main \| ProTouch \| + 12 s \| \| \| 5.º \| Yevgueni Fiodorov \| Vino-Astana Motors \| + 14 s \| \| \| 6.º \| Carlos Quintero \| Terengganu Inc-TSG Cycling Team \| + 14 s \| \| \| 7.º \| Dušan Rajović \| Nippo-Delko One Provence \| + 15 s \| \| \| 8.º \| Christofer Jurado \| Terengganu Inc-TSG Cycling Team \| + 16 s \| \| \| 9.º \| Sirak Tesfom \| Eritrea \| + 16 s \| \| \| 10.º \| Grigoriy Shtein \| Vino-Astana Motors \| + 18 s \| \| |                   |                                 |            |
| |                   |                                 |            |
| Fuente: ProCyclingStats |                   |                                 |            |
| Clasificación de la etapa |                   |                                 |            |
| Ciclista | Ciclista          | Equipo                          | Tiempo     |
| 1.º | Jhonatan Restrepo | Androni Giocattoli-Sidermec     | 6 min 32 s |
| 2.º | Biniam Girmay     | Nippo-Delko One Provence        | + 2 s      |
| 3.º | Patrick Schelling | Israel Start-Up Nation          | DES        |
| 4.º | Kent Main         | ProTouch                        | + 12 s     |
| 5.º | Yevgueni Fiodorov | Vino-Astana Motors              | + 14 s     |
| 6.º | Carlos Quintero   | Terengganu Inc-TSG Cycling Team | + 14 s     |
| 7.º | Dušan Rajović     | Nippo-Delko One Provence        | + 15 s     |
| 8.º | Christofer Jurado | Terengganu Inc-TSG Cycling Team | + 16 s     |
| 9.º | Sirak Tesfom      | Eritrea                         | + 16 s     |
| 10.º | Grigoriy Shtein   | Vino-Astana Motors              | + 18 s     |

| \| Clasificación general \| Clasificación general \| Clasificación general \| Clasificación general \| Clasificación general \| \| Ciclista \| Ciclista \| Equipo \| Tiempo \| \| \| --------------------- \| --------------------------- \| ------------------------------- \| --------------------- \| --------------------- \| \| 1.º \| Natnael Tesfatsion \| Eritrea \| 20 h 38 min 58 s \| \| \| 2.º \| Moïse Mugisha \| SKOL Adrien Cycling Academy \| + 1 min 30 s \| \| \| 3.º \| Patrick Schelling \| Israel Start-Up Nation \| DES \| \| \| 4.º \| Carlos Quintero \| Terengganu Inc-TSG Cycling Team \| + 1 min 55 s \| \| \| 5.º \| Kent Main \| ProTouch \| + 2 min 06 s \| \| \| 6.º \| Jhonatan Restrepo \| Androni Giocattoli-Sidermec \| + 2 min 21 s \| \| \| 7.º \| Simone Ravanelli \| Androni Giocattoli-Sidermec \| + 2 min 31 s \| \| \| 8.º \| Joseph Areruya \| Ruanda \| + 3 min 48 s \| \| \| 9.º \| Awet Gebremedhin Andemeskel \| Israel Start-Up Nation \| + 4 min 10 s \| \| \| 10.º \| Biniam Girmay \| Nippo-Delko One Provence \| + 4 min 16 s \| \| |                             |                                 |                  |
| |                             |                                 |                  |
| Fuente: ProCyclingStats |                             |                                 |                  |
| Clasificación general |                             |                                 |                  |
| Ciclista | Ciclista                    | Equipo                          | Tiempo           |
| 1.º | Natnael Tesfatsion          | Eritrea                         | 20 h 38 min 58 s |
| 2.º | Moïse Mugisha               | SKOL Adrien Cycling Academy     | + 1 min 30 s     |
| 3.º | Patrick Schelling           | Israel Start-Up Nation          | DES              |
| 4.º | Carlos Quintero             | Terengganu Inc-TSG Cycling Team | + 1 min 55 s     |
| 5.º | Kent Main                   | ProTouch                        | + 2 min 06 s     |
| 6.º | Jhonatan Restrepo           | Androni Giocattoli-Sidermec     | + 2 min 21 s     |
| 7.º | Simone Ravanelli            | Androni Giocattoli-Sidermec     | + 2 min 31 s     |
| 8.º | Joseph Areruya              | Ruanda                          | + 3 min 48 s     |
| 9.º | Awet Gebremedhin Andemeskel | Israel Start-Up Nation          | + 4 min 10 s     |
| 10.º | Biniam Girmay               | Nippo-Delko One Provence        | + 4 min 16 s     |

### 8.ª etapa
| Kigali - Kigali | etapa de montaña | (89,3 km) |

| \| Clasificación de la etapa \| Clasificación de la etapa \| Clasificación de la etapa \| Clasificación de la etapa \| Clasificación de la etapa \| \| Ciclista \| Ciclista \| Equipo \| Tiempo \| \| \| ------------------------- \| --------------------------- \| --------------------------- \| ------------------------- \| ------------------------- \| \| 1.º \| José Manuel Díaz Gallego \| Nippo-Delko One Provence \| 2 h 33 min 24 s \| \| \| 2.º \| Moïse Mugisha \| SKOL Adrien Cycling Academy \| + 3 s \| \| \| 3.º \| Kent Main \| ProTouch \| + 7 s \| \| \| 4.º \| Simone Ravanelli \| Androni Giocattoli-Sidermec \| + 11 s \| \| \| 5.º \| Patrick Schelling \| Israel Start-Up Nation \| DES \| \| \| 6.º \| Awet Gebremedhin Andemeskel \| Israel Start-Up Nation \| + 24 s \| \| \| 7.º \| Paul Ourselin \| Total Direct Énergie \| + 31 s \| \| \| 8.º \| Mulu Hailemichael \| Nippo-Delko One Provence \| + 31 s \| \| \| 9.º \| Natnael Tesfatsion \| Eritrea \| + 39 s \| \| \| 10.º \| Henok Mulubrhan \| Eritrea \| + 39 s \| \| |                             |                             |                 |
| |                             |                             |                 |
| Fuente: ProCyclingStats |                             |                             |                 |
| Clasificación de la etapa |                             |                             |                 |
| Ciclista | Ciclista                    | Equipo                      | Tiempo          |
| 1.º | José Manuel Díaz Gallego    | Nippo-Delko One Provence    | 2 h 33 min 24 s |
| 2.º | Moïse Mugisha               | SKOL Adrien Cycling Academy | + 3 s           |
| 3.º | Kent Main                   | ProTouch                    | + 7 s           |
| 4.º | Simone Ravanelli            | Androni Giocattoli-Sidermec | + 11 s          |
| 5.º | Patrick Schelling           | Israel Start-Up Nation      | DES             |
| 6.º | Awet Gebremedhin Andemeskel | Israel Start-Up Nation      | + 24 s          |
| 7.º | Paul Ourselin               | Total Direct Énergie        | + 31 s          |
| 8.º | Mulu Hailemichael           | Nippo-Delko One Provence    | + 31 s          |
| 9.º | Natnael Tesfatsion          | Eritrea                     | + 39 s          |
| 10.º | Henok Mulubrhan             | Eritrea                     | + 39 s          |

## Clasificaciones finales
Las clasificaciones finalizaron de la siguiente forma:

### Clasificación general
| \| Clasificación general \| Clasificación general \| Clasificación general \| Clasificación general \| Clasificación general \| \| Ciclista \| Ciclista \| Equipo \| Tiempo \| \| \| --------------------- \| --------------------------- \| ------------------------------- \| --------------------- \| --------------------- \| \| 1.º \| Natnael Tesfatsion \| Eritrea \| 23 h 13 min 01 s \| \| \| 2.º \| Moïse Mugisha \| SKOL Adrien Cycling Academy \| + 54 s \| \| \| 3.º \| Patrick Schelling[1] \| Israel Start-Up Nation \| DES \| \| \| 4.º \| Kent Main \| ProTouch \| + 1 min 34 s \| \| \| 5.º \| Simone Ravanelli \| Androni Giocattoli-Sidermec \| + 2 min 03 s \| \| \| 6.º \| Carlos Quintero \| Terengganu Inc-TSG Cycling Team \| + 2 min 25 s \| \| \| 7.º \| Jhonatan Restrepo \| Androni Giocattoli-Sidermec \| + 2 min 25 s \| \| \| 8.º \| Awet Gebremedhin Andemeskel \| Israel Start-Up Nation \| + 3 min 55 s \| \| \| 9.º \| Mulu Hailemichael \| Nippo-Delko One Provence \| + 4 min 27 s \| \| \| 10.º \| Henok Mulubrhan \| Eritrea \| + 4 min 42 s \| \| |                             |                                 |                  |
| |                             |                                 |                  |
| Fuente: ProCyclingStats |                             |                                 |                  |
| Clasificación general |                             |                                 |                  |
| Ciclista | Ciclista                    | Equipo                          | Tiempo           |
| 1.º | Natnael Tesfatsion          | Eritrea                         | 23 h 13 min 01 s |
| 2.º | Moïse Mugisha               | SKOL Adrien Cycling Academy     | + 54 s           |
| 3.º | Patrick Schelling           | Israel Start-Up Nation          | DES              |
| 4.º | Kent Main                   | ProTouch                        | + 1 min 34 s     |
| 5.º | Simone Ravanelli            | Androni Giocattoli-Sidermec     | + 2 min 03 s     |
| 6.º | Carlos Quintero             | Terengganu Inc-TSG Cycling Team | + 2 min 25 s     |
| 7.º | Jhonatan Restrepo           | Androni Giocattoli-Sidermec     | + 2 min 25 s     |
| 8.º | Awet Gebremedhin Andemeskel | Israel Start-Up Nation          | + 3 min 55 s     |
| 9.º | Mulu Hailemichael           | Nippo-Delko One Provence        | + 4 min 27 s     |
| 10.º | Henok Mulubrhan             | Eritrea                         | + 4 min 42 s     |

### Clasificación de las metas volantes
| Clasificación de las metas volantes | Clasificación de las metas volantes | Clasificación de las metas volantes | Clasificación de las metas volantes | Clasificación de las metas volantes |
| Ciclista                            | Ciclista                            | Equipo                              | Puntos                              |                                     |
| ----------------------------------- | ----------------------------------- | ----------------------------------- | ----------------------------------- | ----------------------------------- |
| 1.º                                 | Dawit Yemane                        | Eritrea                             | 21 pts                              |                                     |
| 2.º                                 | Temesgen Buru                       | Etiopía                             | 10 pts                              |                                     |
| 3.º                                 | Yevgueni Fiodorov                   | Vino-Astana Motors                  | 8 pts                               |                                     |
| 4.º                                 | Rein Taaramäe                       | Total Direct Énergie                | 8 pts                               |                                     |
| 5.º                                 | Patrick Byukusenge                  | Benediction Ignite                  | 6 pts                               |                                     |
| 6.º                                 | Negasi Abreha                       | Etiopía                             | 5 pts                               |                                     |
| 7.º                                 | Carlos Quintero                     | Terengganu Inc-TSG Cycling Team     | 4 pts                               |                                     |
| 8.º                                 | Joonas Henttala                     | Team Novo Nordisk                   | 4 pts                               |                                     |
| 9.º                                 | Patrick Schelling                   | Israel Start-Up Nation              | DES                                 |                                     |
| 10.º                                | Mulu Hailemichael                   | Nippo-Delko One Provence            | 2 pts                               |                                     |

### Clasificación de la montaña
| Clasificación de la montaña | Clasificación de la montaña | Clasificación de la montaña     | Clasificación de la montaña | Clasificación de la montaña |
| Ciclista                    | Ciclista                    | Equipo                          | Puntos                      |                             |
| --------------------------- | --------------------------- | ------------------------------- | --------------------------- | --------------------------- |
| 1.º                         | Rein Taaramäe               | Total Direct Énergie            | 45 pts                      |                             |
| 2.º                         | Moïse Mugisha               | SKOL Adrien Cycling Academy     | 43 pts                      |                             |
| 3.º                         | Eric Manizabayo             | Benediction Ignite              | 41 pts                      |                             |
| 4.º                         | Didier Munyaneza            | Benediction Ignite              | 38 pts                      |                             |
| 5.º                         | Patrick Byukusenge          | Benediction Ignite              | 37 pts                      |                             |
| 6.º                         | Carlos Oyarzún              | BAI-Sicasal-Petro de Luanda     | 35 pts                      |                             |
| 7.º                         | Dawit Yemane                | Eritrea                         | 33 pts                      |                             |
| 8.º                         | Carlos Quintero             | Terengganu Inc-TSG Cycling Team | 31 pts                      |                             |
| 9.º                         | Henok Mulubrhan             | Eritrea                         | 20 pts                      |                             |
| 10.º                        | Kent Main                   | ProTouch                        | 17 pts                      |                             |

### Clasificación de los jóvenes
| Clasificación del mejor joven | Clasificación del mejor joven | Clasificación del mejor joven | Clasificación del mejor joven | Clasificación del mejor joven |
| Ciclista                      | Ciclista                      | Equipo                        | Tiempo                        |                               |
| ----------------------------- | ----------------------------- | ----------------------------- | ----------------------------- | ----------------------------- |
| 1.º                           | Natnael Tesfatsion            | Eritrea                       | 23 h 13 min 01 s              |                               |
| 2.º                           | Moïse Mugisha                 | SKOL Adrien Cycling Academy   | + 54 s                        |                               |
| 3.º                           | Mulu Hailemichael             | Nippo-Delko One Provence      | + 4 min 27 s                  |                               |
| 4.º                           | Henok Mulubrhan               | Eritrea                       | + 4 min 42 s                  |                               |
| 5.º                           | Eric Manizabayo               | Benediction Ignite            | + 7 min 03 s                  |                               |
| 6.º                           | Biniam Girmay                 | Nippo-Delko One Provence      | + 8 min 13 s                  |                               |
| 7.º                           | Samuel Mugisha                | Ruanda                        | + 11 min 47 s                 |                               |
| 8.º                           | Dawit Yemane                  | Eritrea                       | + 15 min 29 s                 |                               |
| 9.º                           | Yevgueni Fiodorov             | Vino-Astana Motors            | + 21 min 50 s                 |                               |
| 10.º                          | Mehari Tewelde                | Eritrea                       | + 24 min 03 s                 |                               |

### Clasificación por equipos
| Clasificación por equipos | Clasificación por equipos      | Clasificación por equipos | Clasificación por equipos |
| Equipo                    | Equipo                         | Tiempo                    |                           |
| ------------------------- | ------------------------------ | ------------------------- | ------------------------- |
| 1.º                       | Androni Giocattoli-Sidermec    | 69 h 56 min 56 s          |                           |
| 2.º                       | Eritrea                        | + 2 min 01 s              |                           |
| 3.º                       | Nippo Delko One Provence       | + 4 min 57 s              |                           |
| 4.º                       | Israel Start-Up Nation         | + 24 min 29 s             |                           |
| 5.º                       | Ruanda                         | + 37 min 22 s             |                           |
| 6.º                       | Etiopía                        | + 48 min 20 s             |                           |
| 7.º                       | Bike Aid                       | + 57 min 38 s             |                           |
| 8.º                       | Vino-Astana Motors             | + 1 h 05 min 13 s         |                           |
| 9.º                       | SKOL Adrien Niyonshuti Academy | + 1 h 08 min 12 s         |                           |
| 10.º                      | Benediction Ignite XL          | + 1 h 15 min 26 s         |                           |

## Evolución de las clasificaciones
| Etapa                   | Vencedor                 | Clasificación general | Clasificación de las metas volantes | Clasificación de la montaña | Clasificación de los jóvenes | Clasificación por equipos   |
| ----------------------- | ------------------------ | --------------------- | ----------------------------------- | --------------------------- | ---------------------------- | --------------------------- |
| 1.ª                     | Yevgeniy Fedorov         | Yevgeniy Fedorov      | Yevgeniy Fedorov                    | Yevgeniy Fedorov            | Yevgeniy Fedorov             | Vino-Astana Motors          |
| 2.ª                     | Mulu Hailemichael        | Yevgeniy Fedorov      | Yevgeniy Fedorov                    | Yevgeniy Fedorov            | Yevgeniy Fedorov             | Vino-Astana Motors          |
| 3.ª                     | Jhonatan Restrepo        | Biniam Girmay         | Dawit Yemane                        | Dawit Yemane                | Biniam Girmay                | Eritrea                     |
| 4.ª                     | Natnael Tesfatsion       | Natnael Tesfatsion    | Dawit Yemane                        | Carlos Oyarzún              | Natnael Tesfatsion           | Eritrea                     |
| 5.ª                     | Jhonatan Restrepo        | Natnael Tesfatsion    | Dawit Yemane                        | Carlos Oyarzún              | Natnael Tesfatsion           | Eritrea                     |
| 6.ª                     | Jhonatan Restrepo        | Natnael Tesfatsion    | Dawit Yemane                        | Carlos Oyarzún              | Natnael Tesfatsion           | Androni Giocattoli-Sidermec |
| 7.ª                     | Jhonatan Restrepo        | Natnael Tesfatsion    | Dawit Yemane                        | Carlos Oyarzún              | Natnael Tesfatsion           | Androni Giocattoli-Sidermec |
| 8.ª                     | José Manuel Díaz Gallego | Natnael Tesfatsion    | Dawit Yemane                        | Rein Taaramäe               | Natnael Tesfatsion           | Androni Giocattoli-Sidermec |
| Clasificaciones finales | Clasificaciones finales  | Natnael Tesfatsion    | Dawit Yemane                        | Rein Taaramäe               | Natnael Tesfatsion           | Androni Giocattoli-Sidermec |

## UCI World Ranking
El Tour de Ruanda otorgó puntos para el UCI World Ranking para corredores de los equipos en las categorías UCI WorldTeam, UCI ProTeam y Continental. Las siguientes tablas son el baremo de puntuación y los 10 corredores que obtuvieron más puntos:
| Posición              | 1.º | 2.º | 3.º | 4.º | 5.º | 6.º | 7.º | 8.º | 9.º | 10.º | 11.º | 12.º | 13.º-15.º | 16.º-25.º |
| Clasificación general | 125 | 85  | 70  | 60  | 50  | 40  | 35  | 30  | 25  | 20   | 15   | 10   | 5         | 3         |
| Por etapa             | 14  | 5   | 3   |     |     |     |     |     |     |      |      |      |           |           |
| Líder                 | 3   |     |     |     |     |     |     |     |     |      |      |      |           |           |

| Clasificación |                    |                             |         |       |       |       |
| Posición      | Ciclista           | Equipo                      | General | Etapa | Líder | Total |
| ------------- | ------------------ | --------------------------- | ------- | ----- | ----- | ----- |
| 1.º           | Natnael Tesfatsion | Selección de Eritrea        | 125     | 17    | 12    | 154   |
| 2.º           | Jhonatan Restrepo  | Androni Giocattoli-Sidermec | 35      | 61    | -     | 96    |
| 3.º           | Moise Mugisha      | SKOL Adrien                 | 85      | 8     | -     | 93    |
| 4.º           | Patrick Schelling  | Israel Start-Up Nation      | 70      | 8     | -     | 78    |
| 5.º           | Kent Main          | ProTouch                    | 60      | 8     | -     | 68    |
| 6.º           | Simone Ravanelli   | Androni Giocattoli-Sidermec | 50      | -     | -     | 50    |
| 7.º           | Carlos Quintero    | Terengganu Inc. TSG         | 40      | 3     | -     | 43    |
| 8.º           | Mulu Hailemichael  | NIPPO DELKO One Provence    | 25      | 14    | -     | 39    |
| 9.º           | Awet Gebremedhin   | Israel Start-Up Nation      | 30      | -     | -     | 30    |
| 10.º          | Henok Mulubrhan    | Selección de Eritrea        | 20      | 8     | -     | 28    |